# انگلیسی استرالیایی
انگلیسی استرالیایی (به انگلیسی: Australian English) گویشی از زبان انگلیسی است که در کشور استرالیا به آن سخن گفته می‌شود. این گویش از انگلیسی بریتانیایی و درسال ۱۷۸۸ و هنگام به وجود آمدن استرالیا مشتق شده است. انگلیسی استرالیایی به دلیل نزدیکی جغرافیایی با انگلیسی نیوزیلندی، شباهت‌های بسیاری با یکدیگر دارند.

## پیشینه

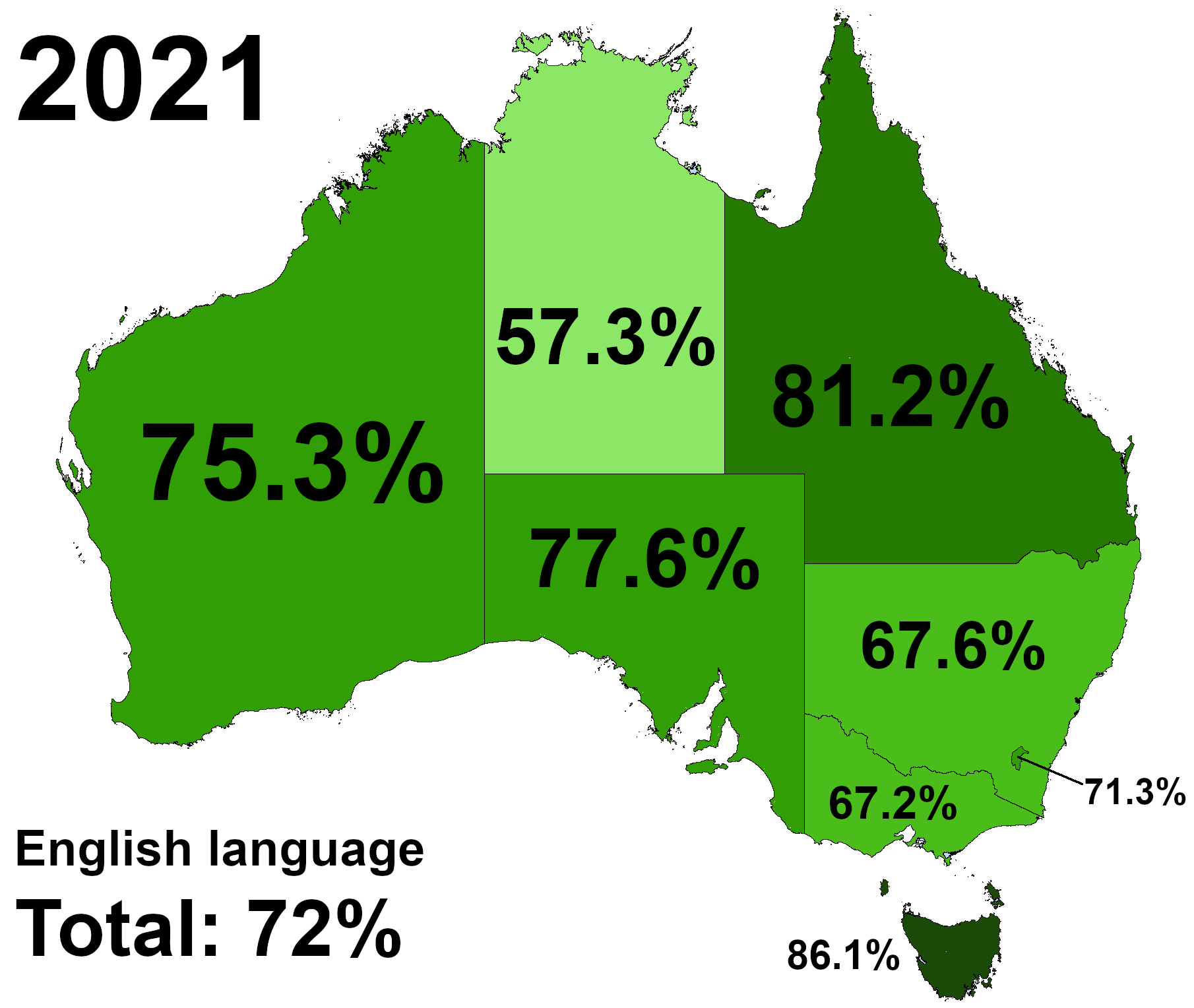
درصد مردم‌های استرالیا که می‌توانند در خانه به انگلیسی صحبت کنند. در مجموع %۷۲ هستند.

پس از استعمار امپراتوری بریتانیا در سال ۱۷۸۸ میلادی با فرستادن یازده کشتی به نام ناوگان اول؛ نخستین انگلیسی‌زبان‌ها به استرالیا قدم نهادند. بریتانیا ابتدا با استعمار ایالت نیو ساوت ولز، توانست زبان انگلیسی بریتانیایی را در این کشور گسترش دهد. پس گذشت زمان، فرآیند هم‌سطح‌سازی گویش و کوینه‌سازی در استرالیا شکل گرفت که بدین ترتیب انگلیسی را برای مردم استرالیا قابل‌فهم می‌کرد.
لهجه‌های جنوب شرقی انگلستان، تاثیرگذارترین لهجه‌ها در انگلیسی استرالیایی بودند. پس از تب طلای استرالیا در سده نوزدهم میلادی، حدود دو درصد از جمعیت بریتانیا به نیو ساوت ولز و ویکتوریا مهاجرت کردند. این اتفاق باعث تاثیرات دیگری بر روی انگلیسی استرالیایی شد. تفاوت‌ها با گویش بریتانیایی زمانی شروع شد، که زندانیان تبعیدی از سایت‌های زندان استرالیا آزاد شدند و در سطح جامعه استرالیا، گویش آن‌ها با بریتانیایی ترکیب شد.
استرالیا در ابتدای سده بیستم میلادی پس از ۱۱۳ سال استعمار (۱۷۷۸-۱۹۰۱)، توانست در سال ۱۹۰۱ میلادی مستقل شود. پس از استقلال زبان اکثریت انگلیسی بود و حاکم‌های استرالیا تصمیم گرفتند تا انگلیسی را که دستخوش تغییرهای منحصربه‌فردی شده بود با نام انگلیسی استرالیایی به عنوان زبان ملی بپذیرند و زبان رسمی نداشته باشند. استرالیا در سده بیستم کوتاه تبدیل به یک کشور آنگلوسفر، مشترک‌المنافع و عضو پیمان آنزوس و اتحادیه کانزاک شد. بدین‌ترتیب روابط آن با جهان انگلیسی‌زبان روزانه بیشتر و بیشتر شد. همچنین در رویدادهای چند ورزشی نیز با پیوستن به بازی‌های کشورهای همسود و در سیاست با عضویت در گروه ۲۰ توانست به عنوان یک بازیگر سیاسی در جهان ایفای نقش کند. در سال‌های پایانی سده بیستم، فرهنگ لغت‌های بسیاری به لهجه انگلیسی استرالیایی در این کشور منتشر شدند که باعث یکپارچگی این لهجه و واژه‌های مربوط به آن شد.

## تفاوت‌ها
انگلیسی استرالیایی ترکیبی از بریتانیایی و آمریکایی است، اما ویژگی‌های منحصربه‌فردی مثل وجود واژه‌ها و تلفظ مختص به خود را دارد.
1. تلفظ «ر» در انگلیسی: در انگلیسی بریتانیایی و استرالیایی صدای /r/ در صورتی که قبل از یک حرف صدادار قرار گیرد و حرف بعدی آن صدادار نباشد، بصورت غیر روتیک بوده و تلفظ نمی‌شود.
2. حرف /i/: در واژه‌های night و light که i قبل از gh می آید، صدای /oi/ تلفظ می شود.
3. حرف /a/: در واژه سه حرفی مانند Cat و Hat، معمولا تلفظی شبیه به «eh» دارد.
4. در اغلب موارد، واژه‌هایی که به «ing» ختم مشوند به طور کامل تلفظ نمی‌شود و حرف g تلفظ نمی‌شود.
5. آهنگ زبانی در گویش استرالیایی مانند بریتانیایی در جملات پرسشی صدای آن پایین خواهد آمد.
6. کلمه «Program» که در انگلیسی آمریکایی و استرالیایی کاربرد دارد.

### واژگان مخصوص

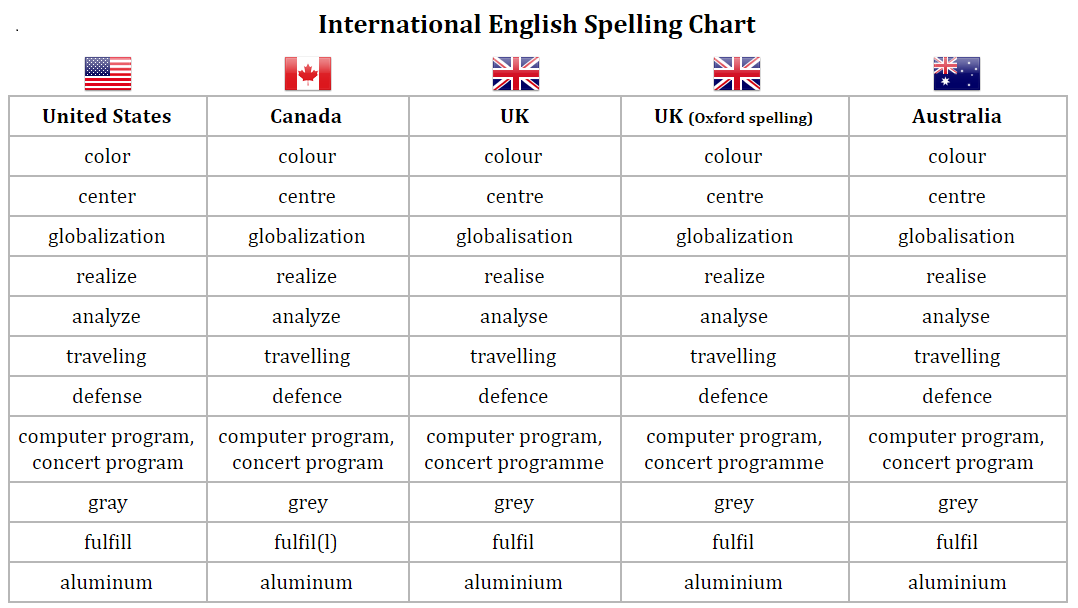
بررسی اجمالی تفاوت گویش‌های گسترده‌ی انگلیسی

تفاوت‌هایی در آوا و واژگان بین این فرم و دیگر فرم‌های زبان انگلیسی مشاهده می‌شود.
- Outback: اشاره به یک محلی دور استفاده می‌شود.
- barbie: باربیکیو
- Aussie: شخص استرالیایی
- Bush: جنگل